# أحمد الهنداوي
أحمد رافع الهنداوي (مواليد 20 مايو 1984 في الزرقاء) هو الأمين العام للمنظمة العالمية للحركة الكشفية منذ مارس 2017، يعتبــر الأصغر سنّا في هذا المنصب والشخصية العاشرة التّي شغلت منصب الأمانة العامة للمنظمة الكشفية الرائدة في مجالي التربية والشباب. وفي 2013، تمّ تعيينه كأوّل مبعوث خاص للأمين العام للأمم المتحدة للشباب وكان حينها أصغر مبعوث أممي واختاره الأمين العام بان كي مون في 17 يناير 2013 للعمل على الاستجابة لحاجات أكبر فئة عمرية موجودة بالعالم. وذلك ضمن خطة الأعوام الخمسة التي أطلقها الأمين العام تحت عنوان «العمل مع النساء والشباب ومن أجلهم». وهو يُعتبر أصغر مبعوث أممي تم تعيينه بالأمم المتحدة حيث كان عمره آنذاك 28 سنة.

## حياته وتعليمه
ولد الهنداوي في مدينة الزرقاء شمال شرق الأردن سنة 1984، وحصل على درجة البكالوريوس في نظم المعلومات الحاسوبية من جامعة البلقاء التطبيقية، درجة الماجستير في العلاقات الدولية والدراسات الأوروبية المتقدمة من المعهد الأوروبي في نيس في فرنسا.

## مسيرته العملية
تميز أحمد الهنداوي منذ بداية مسيرته المهنية بمناصرته لفكرة تمكين الشباب وضرورة تطوير قدراتهم ويرى أن الحركة الكشفية بمبادئها وهدفها قادرة أن تكون واحدة من أهم الحلول لتنمية الشباب في القرن الواحد والعشرين.
و قبل بداية مسيرته في الأمم المتحدة عمل كمستشار سياسة الشباب في جامعة الدول العربية، وقائد الفريق لبرنامج جامعة الدول العربية للتنمية المؤسسية لتعزيز سياسة الشباب العربي والمشاركة. ومن بين الأدوار الأخرى:
1. شغل أيضا منصب قائد فريق مشروع السياسة الوطنية للشباب في العراق،
2. وهو مساعد برنامج الشباب بمكتب العراق لصندوق الأمم المتحدة للسكان (UNFPA)،
3. ومسؤول برامج الطوارئ في المنظمة الغير حكومية «إنقاذ الطفولة» أو "Save the Children"
4. ومستشار إقليمي لدى مجلس الشباب الدنماركي لدعم مشاريع الشباب في الشرق الأوسط وشمال إفريقيا.

وتقديرا لجهوده المتواصلة في المجال تم اختياره لسنتين متتاليتين من بين المائة شخصية عربية تحت سن الأربعين الأكثر تأثيرا كما أدرج اسمه ضمن قائمة الساعي الدبلوماسي لأكثر 99 شخصية مهنية في سياسات التأثير تحت سن الثالثة والثلاثين.

## أوسمة
في 23 يناير 2025، مُنح درجة «الإنجاز» من وسام الرئيس محمود عباس «تقديرا لمسيرته الرائدة وقيادته للحركة الكشفية العالمية، وجهوده المتميزة في تعزيز برامج الشباب التابعة للأمم المتحدة، وتثمينا لدوره في تعزيز علاقات الأخوة الأردنية- الفلسطينية.»